# Йълдъзтабия
„Йълдъзтабия“ (на турски: Yıldıztabya) е квартал на Истанбул, разположен в околия Газиосманпаша. Общата му площ е 0,70 км2. Според данни на Адресната система за регистриране на населението (ABPRS) към 2023 г. населението на „Йълдъзтабия“ е 24 501 жители.